# Arzana
Arzana (sardisk: Àrthana) er en by og en kommune (comune) i provinsen Nuoro i regionen Sardinien i Italien. Byen ligger i 672 meters højde og har 2.433 indbyggere (2016). Kommunen har et areal på 162,49 km² og grænser til kommunerne Aritzo, Desulo, Elini, Gairo, Ilbono, Jerzu, Lanusei, Seui, Seulo, Tortolì, Villagrande Strisaili og Villaputzu.